# Jasmin Kurtić
Jasmin Kurtić (* 10. Januar 1989 in Črnomelj, SR Slowenien, SFR Jugoslawien) ist ein slowenischer Fußballspieler. Der Mittelfeldspieler steht derzeit beim FC Südtirol in der italienischen Serie B unter Vertrag und ist slowenischer Nationalspieler.

## Karriere

### Vereine
Seine Karriere begann er bei seinem Jugendverein NK Bela krajina. Dort spielte er von 2007 bis 2010. 2010 wechselte er zu ND Gorica. Bei Gorica verbrachte er nur ein Jahr. Er wechselte 2011 in die Serie A zur US Palermo. In seiner ersten Saison wurde er in die Serie B an Varese Calcio verliehen um Spielpraxis zu sammeln. 2012 kehrt er nach Palermo zurück. Sein erstes Tor in der Serie A erzielte er am 10. April 2011 gegen die AC Cesena. Am 1. Juli 2013 wechselt er für eine Ablösesumme von 4 Millionen Euro zu Sassuolo. Dort konnte er sich nicht durchsetzen, sodass er im Winter an den FC Turin verliehen wurde. Nach Ende der Saison wurde er an die AC Florenz weiter verliehen. Im Juli 2015 wechselte er zu Atalanta Bergamo, in der Winterpause 2017/18 dann zu SPAL Ferrara. Im Januar 2020 schloss er sich, zunächst auf Leihbasis und im Anschluss fest, Parma Calcio an. Im Juli 2021 wechselte er auf Leihbasis für zwei Jahre zu PAOK Thessaloniki. Im Sommer 2023 wechselte er fix nach Rumänien zu CS Universitatea Craiova und ab Jänner 2024 zum FC Südtirol.

### Nationalmannschaft
Er spielte zwei Spiele für die slowenische U21-Nationalmannschaft. Am 26. Mai 2012 debütierte er unter dem damaligen Nationaltrainer Slaviša Stojanović in einem Testspiel für die Slowenische A-Nationalmannschaft gegen Griechenland. Gegen Griechenland erzielte er bei seinem Debüt gleich sein erstes Tor für die Nationalmannschaft. In den folgenden Jahren wurde er Stammspieler in der Nationalmannschaft und stand unter wechselnden Trainern bis Ende 2022 regelmäßig jeweils in der Startelf. 2023 bestritt er mit der Mannschaft, nun als Einwechselspieler, erfolgreich die Qualifikation zur Europameisterschaft 2024 und nahm dort im folgenden Jahr erstmals an der Hauptrunde eines Turniers teil. Während des Turniers kam er jedoch nur im ersten Gruppenspiel gegen Dänemark zu einem Kurzeinsatz, ehe das Team im Achtelfinale nach Elfmeterschießen gegen Portugal ausschied.
Mit derzeit 96 Länderspielen liegt er in der Liste der slowenischen Nationalspieler mit den meisten Länderspielen, als erster noch aktiver Spieler, momentan auf dem dritten Platz (Stand: Februar 2025).